# Sierra del Fraile
El Sierra del Fraile; también llamada “Cerro del Fraile” y “Sierra San Miguel”, es una aldea y un área natural protegida estatal localizada en los municipios de García, Abasolo, Hidalgo, General Escobedo, El Carmen y Mina; en el estado de Nuevo León, México. La montaña forma parte de la Sierra Madre Oriental, su altitud es 2,400 Metros sobre el nivel del mar, con una prominencia de 1,776 metros (Cumbre referencia: Cerro de la Viga), es también un pico ultraprominente, su aislamiento topográfico es alrededor de 23.5 km (Vecino más alto: Sierra de San Urbano, también llamada La Calle). Debe su nombre a qué; según los lugareños, la figura de la montaña vista viniendo desde Santa Catarina se asemeja a la figura de un fraile en postura de oración.

## Flora y fauna

### Flora
El tipo de vegetación más extenso es el matorral submontano. Los tipos de vegetación presentes son Matorral micrófilo, Matorral desértico rosetófilo, Matorral submontano, Bosque de encino, Bosque de encino-pino, Bosque de pino-encino y Bosque de pino. También están presentes pequeñas áreas de pastos y vegetación halófila. Está presente la Palma de la Sierra Madre Oriental Brahea berlandieri, una especie sujeta a protección especial en México.

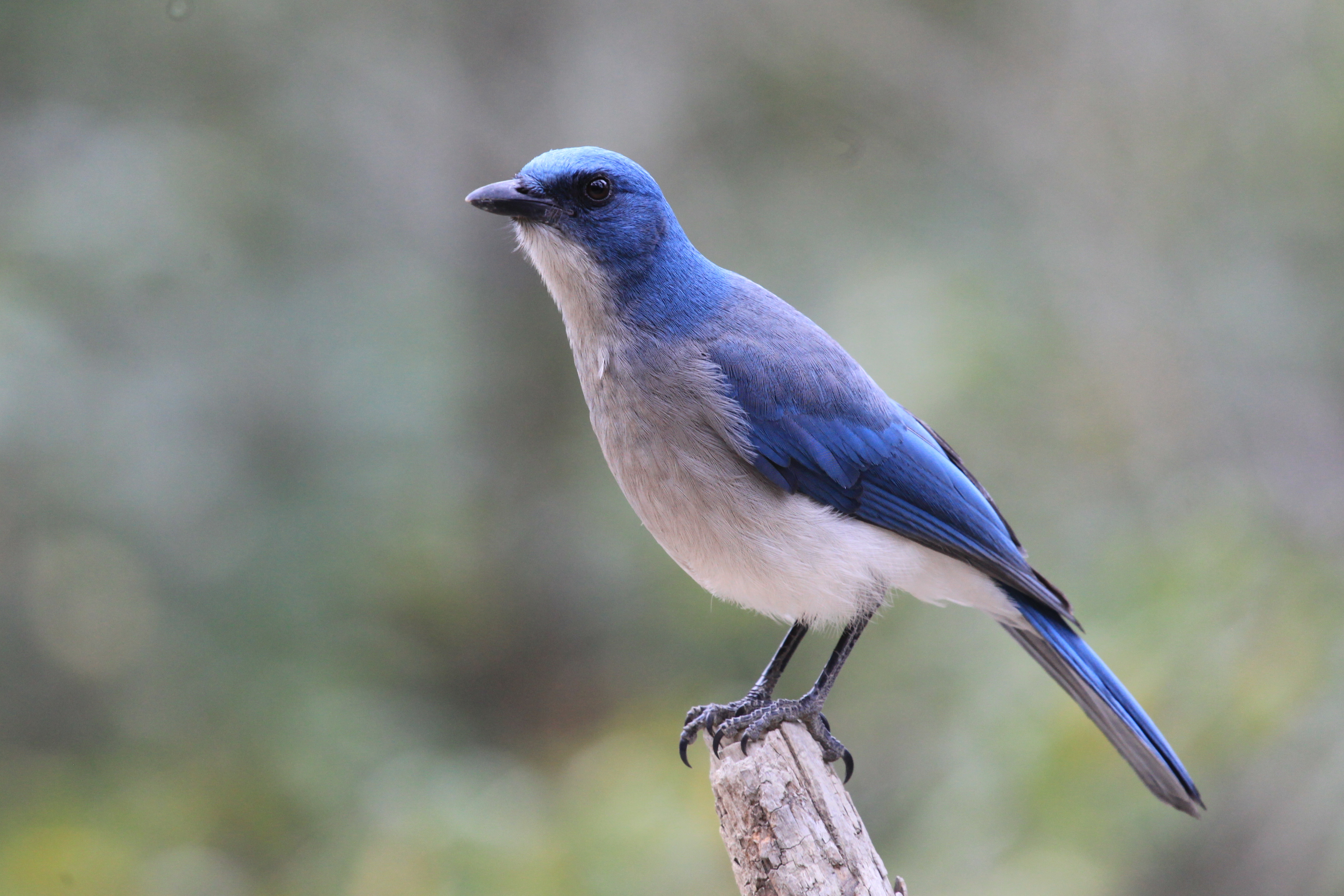
Chara pecho gris, una de las aves presentes en la Sierra del Fraile

### Aves
- Aguililla aura Buteo albonotatus
- Aguililla cola roja Buteo jamaicensis
- Chara pecho gris Aphelocoma wollweberi[3]
- Herrerillo Embridado Parus wollweberi (endémica)

### Herpetofauna
- Culebra falsa coralillo Lampropeltis mexicana
- Culebra falsa Nauyaca Mexicana Trimorphodon tau (endémica)
- Culebra listonada Thamnophis cyrtopsis
- Culebra parda hidalguense Storeria hidalgoensis (endémica)
- Eslaboncillo Scincella silvicola caudaequinae (rara)
- Eslizón Chato Eumeces brevirostris pneus
- Lagartija de vientre azul Sceloporus parvus (endémica)
- Lagartija del mezquite Sceloporus grammicus disparilis (rara)
- Lagartija espinosa de montaña Sceloporus torquatus binocularis (endémica)
- Lagartija espinosa Sceloporus spinosus (endémica)
- Víbora de Cascabel cola negra Crotalus molossus (protegida)
- Víbora de Cascabel de las rocas Crotalus lepidus (protegida)
- Víbora de Cascabel diamantina Crotalus atrox (protegida)

### Mastofauna
- Ardilla de Nuevo León Sciurus alleni
- Cacomixtle norteño Bassariscus astutus
- Coyote Canis latrans texensis
- Liebre cola negra Lepus californicus
- Murciélago Myotis velifer inacutus (migratoria)
- Murciélago  cola de ratón Tadarida brasiliensis (migratoria)
- Zorra gris Urocyon cinereoargenteus
- Zorrillo Mephitis macroura

En el plan de manejo del ANP se reportan un total de 179 especies de vertebrados, de los cuales 5 son anfibios, 37 son reptiles, 22 son mamíferos y 115 son aves. Un problema es la presencia de perros ferales que depredan la escasa fauna mediana del lugar. Al elaborar el plan de manejo del ANP, los pobladores informaron que algunos años antes se observaba mapache, conejo, armadillo, venado, gato montés, puma y oso negro.

## Características

### Topografía
La Sierra del Fraile abarca aproximadamente 518 km² y presenta los rasgos típicos de las crestas y cuencas de la región.
Los rangos de elevación van de los 680 a los 2,400 m s. n. m. Las mayores elevaciones se encuentran en los límites este y oeste de los dos anticlinales. Dentro de los potreros, el valle es relativamente uniforme, aunque incluye algunas irregularidades topográficas formadas por cerros aislados y abanicos de material provenientes de colapsos en las paredes interiores.
Las pendientes son sumamente variables, en ciertas partes de la sierra los sedimentos marinos se encuentran en posición vertical. La compleja orogenia de la sierra y el prolongado periodo de erosión han creado una gran variedad de condiciones de orientación de laderas, las cuales reciben diferentes intensidades de iluminación solar a lo largo del día.

### Geología
INEGI ubica fisiográficamente al ANP en la provincia fisiográfica “Sierra Madre Oriental”, subprovincia “Sierras y Llanuras Coahuilenses”, con topoformas de Sierras y Valles.
La Sierra Madre Oriental está constituida en gran parte por sedimentos del Mesozoico, depósitos que evolucionaron sobre un basamento del Precámbrico. La Subprovincia Sierras y Llanuras Coahuilenses está constituida por sierras de caliza plegadas, la mayoría orientadas de noroeste a sureste. Entre estas sierras se extienden amplias bajadas y llanuras de origen aluvial; dominan las calizas, encontrándose también lutitas y yeso.
En el área abundan las rocas sedimentarias, faltan totalmente las ígneas y solo en una mínima parte se encuentran las metamórficas compuestas por filones de corta extensión de mármoles con bajo grado de metamorfismo. Las rocas más antiguas que afloran en el área pertenecen a materiales de sedimentos marinos del Jurásico superiores y del Cretácico, sobre los cuales fueron depositados sedimentos continentales del Terciario y Cuaternario.

### Edafología
En general, en la subprovincia fisiográfica “Sierras y Llanuras Coahuilenses” predominan los litosoles, que son suelos de origen residual, poco desarrollados y muy someros (no exceden los 10 cm de profundidad). Sin embargo, dependiendo del sistema de topoformas en que se encuentren, forman asociaciones diferentes.

### Hidrología
El ANP se encuentra situada en la región hidrológica “Río Bravo”, dentro de la cuenca “Río Bravo-San Juan”, subcuencas Río Pesquería y Río Salinas. Las aguas del Potrero de García escurren al sur hacia el Río pesquería, por un arroyo llamado “Arroyo Blanco” o “El Pedregoso”. Las aguas del Potrero Chico escurren al Norte hacia el Río Salinas, por un arroyo llamado simplemente “Arroyo de potrero chico” cuyo nacimiento se encuentra al interior del potrero.

### Climatología
El clima es semicálido-subhúmedo con lluvias en verano de humedad media (ACw1), de 400 a 600 mm de precipitación promedio anual. Los vientos predominantes van en dirección noreste – suroeste, por lo que las laderas Este en Hidalgo, Abasolo, El Carmen y García; que están a barlovento son más húmedas debido al fenómeno de lluvia orográfica. Por el contrario, Las laderas Oeste en García y Mina; que se encuentran a sotavento, son notoriamente más secas debido al fenómeno de sombra orográfica.
La temperatura media anual en la zona es de 22 °C, el mes más caluroso es junio con temperatura promedio de 28 °C y el más frío es enero con 15 °C. La precipitación media anual es de 860 mm, el mes más húmedo es septiembre con un promedio de 289 mm de precipitación y el más seco es enero con 21 mm de precipitación.

## Historia

### Prehistoria
Al sur de la Sierra del Fraile se han encontrado petroglifos de cruz en círculo, similares a los que se encuentran en Boca de Potrerillos.

### Batalla de Icamole
El 20 de mayo de 1876 se enfrentaron fuerzas rebeldes lideradas por Porfirio Díaz; sublevado en la Revolución de Tuxtepec, con fuerzas federales encabezadas por Mariano Escobedo. La batalla ocurrió en el Puerto del Indio, en el camino que va de Villa de García a Icamole, una posición ventajosa flanqueada por la Sierra del Fraile y el Cerro de la Culebra, y terminó con la retirada de los rebeldes. Este fracaso le valió a Díaz el epíteto “El Llorón de Icamole”. La Revolución de Tuxtepec al final triunfó.

### Avionazo
El 4 de junio de 1969; el Vuelo 704 de Mexicana de Aviación, un Boeing 727-64 registrado como XA-SEL, se estrelló en la Sierra del Fraile, cerca del pico entonces conocido como “Tres Picos”. Las 79 personas que viajaban a bordo murieron; entre ellos el político Carlos A. Madrazo y el tenista Rafael Osuna. El avión se aproximaba al Aeropuerto Internacional del Norte. Las investigaciones oficiales determinaron que el avión se estrelló en la montaña a consecuencia de un error del piloto Guillermo García Ramos que perteneció al Escuadrón 201, aunque la dispersión de los restos de la aeronave sugiere que se fragmentó estando en vuelo.

### Declaratoria como ANP
El 24 de noviembre del 2000, el entonces Gobernador Fernando de Jesús Canales Clariond público en el diario oficial del estado la declaratoria de veintitrés áreas naturales protegidas (ANPs), con el objetivo de preservar y restaurar la calidad del medio ambiente en el estado de Nuevo León. Una de las ANPs declaradas fue Sierra el Fraile y San Miguel, localizada entre las latitudes 25°48´52” N y 25°58´03” N, y las longitudes 100°39´42” O y 100°23´54” O. Según el texto de la declaración:
19. SIERRA "EL FRAILE" Y "SAN MIGUEL" (23,506.35 Ha)
Sierra Madre Oriental, Sierras y Llanuras Coahuilenses, en la parte alta de la exposición sur de la sierra cuya pendiente es del 30%. Altitud: 800 a los 2,360 msnm, con una precipitación de 400 - 600 mm. Este sitio abarca varios municipios: García, Abasolo, Hidalgo, General Escobedo, El Carmen y Mina. El clima es seco, semicálido con lluvias en verano. Presenta seis tipos de vegetación: Matorral desértico, rosetófilo, matorral submontano, bosque de encino, bosque de encino-pino, bosque de pino-encino y bosque de pino. La fauna más característica son los murciélagos Dermanura azteca azteca y Leptonycteris nivalis, mapache Procyon lotor fuscipes, jaguar Felis onca veraecrucis, puma Felis concolor stanleyana, búho cornudo americano Bubo virginianus, perico aliverde Amazona holochlora, loro tamaulipeco Amazona viridigenalis, sapo de espuelas Scaphiopus couchii, tortuga del fango Kinosternon flavescens flavescens, falsa coralillo Lampropeltis mexicana y cascabel de las rocas Crotalus lepidus lepidus.
Para la elaboración del Programa de manejo del ANP se realizaron una serie de encuentros individuales y focales en los municipios involucrados. Una reunión de consulta fue realizada en las instalaciones de ITESM en Monterrey, el 30 de enero de 2002.

### Narcofosas en El Carmen
El 28 de julio de 2010 se informó que la detención de dos secuestradores en el municipio de China llevó a las autoridades federales a localizar nueve narcofosas en el Carmen, a siete kilómetros de la cabecera municipal. El 31 de julio de 2011, elementos de la Séptima Zona Militar instalaron un campamento en las faldas del Cerro del Fraile en el municipio del Carmen para buscar narcofosas, luego la denuncia de varios vecinos que aseguraron que diariamente subían camionetas con personas atadas. El dispositivo militar se inició desde el Camino a las Pedreras hasta llegar a la colonia Alianza Real.

### Rancho de exterminio de los Zetas
El 21 de enero de 2017; La Fiscalía de NL confirmó el hallazgo de fosas clandestinas en la Sierra del Fraile, unos 2 kilómetros al noreste de las Grutas de García. La Agencia Estatal de Investigaciones de Nuevo León localizó en febrero de 2016 los restos de al menos 70 personas. Se identificaron 56 víctimas reportadas como desaparecidas en 2010. El diario Reforma señaló a Fernando Rodríguez Hernández “El Fabuloso” y a Óscar Manuel Bernal Soriano “La Araña”; líderes del cártel de Los Zetas, como los responsables. Ambos líderes ya estaban muertos cuando se dio la noticia. Los cuerpos de las víctimas eran calcinados en tambos, con lo que se pretendía desaparecerlos; sin embargo, en el sitio fueron hallados fragmentos de piezas dentales y de huesos.

### Incendios
El 25 de febrero de 2013 se reportó que fuertes ventarrones desataron un incendio en la Sierra del Fraile, en los límites de El Carmen y General Escobedo. El incendio causó la movilización de brigadistas de protección civil del estado. Un helicóptero contribuyó a las labores. El incendio duro varios días dejando aproximadamente 40 hectáreas afectadas.
El 10 de julio de 2016 un rayo provocó un incendio frente al ejido “Los Elotes”. En las labores de combate al fuego participaron elementos de CONAFOR, Protección civil del estado y del municipio de García. El 16 de julio se reportó que el fuego había sido sofocado, pero el 18 se reportó que se había reactivado por lo que se reactivaron las labores y el 20 de julio se reportó que el fuego fue finalmente sofocado, dejando afectaciones en aproximadamente 38 hectáreas de matorral.
El 19 de junio de 2019 se reportó a Protección Civil del estado un incendio; presuntamente provocado por un rayo, en el Cerro del Fraile, en una ladera del pico la Palmitosa, Municipio de Mina. Brigadistas de CONAFOR, SEDENA, Protección Civil Mina y Protección Civil Nuevo León, se sumaron a las labores para sofocar este incendio por tierra y aire, el incendio consumió al menos 45 hectáreas. En el campamento base la temperatura llegó hasta 46 °C.

## Deportes de Montaña

### Montañismo
Es una montaña frecuentada por montañistas locales, tiene rutas de diferentes grados de dificultad que presentan riesgo de extraviarse, lesionarse, o deshidratarse. La Sierra del Fraile tiene 4 cumbres que exceden los 2,000 m s. n. m., una en cada dirección cardinal. Esta inusual estructura que forma 2 valles intramontanos causa confusión y algunos creen que se trata de montañas distintas. Además, hay varios otros picos.

#### Cabeza de Sapo
Altitud 2,392 m s. n. m., desnivel 1,776 m, también llamado “El Sapo” o “Picachos el Fraile”. Este pico es la cima de la montaña, es un ultraprominente, está localizado al oeste, en el límite municipal de García y Mina. En la ruta más común para ascender se encuentran 6 cumbres falsas. YDS Clase 3. Debe su nombre a la semejanza que tiene la figura de la montaña vista desde la cabecera municipal de García, con la figura de un sapo; un topónimo por pareidolia. Se recomienda hacerla solo en otoño e invierno, ya que las altas temperaturas y la exposición al sol pueden causar y han causado muertes en este pico. En la cumbre se encuentra un vértice geodésico.

#### Palmitosa
Altitud 2,136 m s. n. m., desnivel 1,439. Este pico está localizado al norte, en Mina. YDS Clase 2. Debe su nombre a la presencia de palmito. Se recomienda hacerla solo en otoño e invierno.

#### Zorros
Altitud 2,053 m s. n. m., desnivel 1,583 m, también llamado “El Avionazo” y “Tres picos”. Este pico está localizado al este, en el trifinio de Abasolo, General Escobedo e Hidalgo. YDS Clase 3. El nombre probablemente se debe a la presencia de Zorra Gris. También se conoce como “El Avionazo” debido a que cerca de este pico cayeron los restos del vuelo 704 en 1969, y como “Tres picos” porque visto desde San Nicolás de los Garza se aprecian otros 2 picos a la derecha. En el pico se encuentra una antena inoperante. A los 1,721 m s. n. m. se encuentra una cruz colocada en memoria de las víctimas del vuelo 704.

#### San Miguel
Altitud 2,011 m s. n. m., desnivel 1,242 m. Este pico está localizado al sur, en García. YDS Clase 2. Debe su nombre a que se encuentra cerca de la localidad San Miguel de los Garza, en Escobedo.

#### Everest
Altitud 1,927 m s. n. m., desnivel 1,095 m. Este pico está en la estructura central de la montaña, en García, cerca del trifinio con Mina e Hidalgo. YDS Clase 2. Debe su nombre a un Club que a mediados del siglo XX abrió la ruta.

#### Cuadrado
Altitud 1,885 m s. n. m., desnivel 996m. Este pico forma parte de la cresta entre el Pico San Miguel y la estructura central de la montaña, en García. YDS Clase 3. Debe su nombre a que al verlo desde el este su forma se asemeja a un cuadrado con lados casi verticales y plano en la cumbre.

#### Viatores
Altitud 1,633 m s. n. m., desnivel 884 m. Este pico forma parte de la cresta al noroeste del cañón en Potrero Chico, en Hidalgo. YDS Clase 3. Debe su nombre al Club Viatores de Hidalgo.

#### Remolino
Altitud 1,684 m s. n. m., desnivel 880 m. Este pico está en la estructura central de la montaña, en Hidalgo. YDS Clase 2.

#### Cabeza de Indio
Altitud 1,580 m s. n. m., desnivel 720 m. Este Pico está localizado en la cresta al sureste del cañón en Potrero de García, arriba de las Grutas de García. Debe su nombre a que; según lugareños, parece la cabeza de un indio con la cara hacia arriba. Este Pico está ilustrado el escudo del municipio de García.

#### El Toro
Altitud 1,493 m s. n. m., desnivel 750 m. Este pico forma parte de la cresta al noroeste del cañón en Potrero Chico, en Hidalgo. YDS Clase 3.

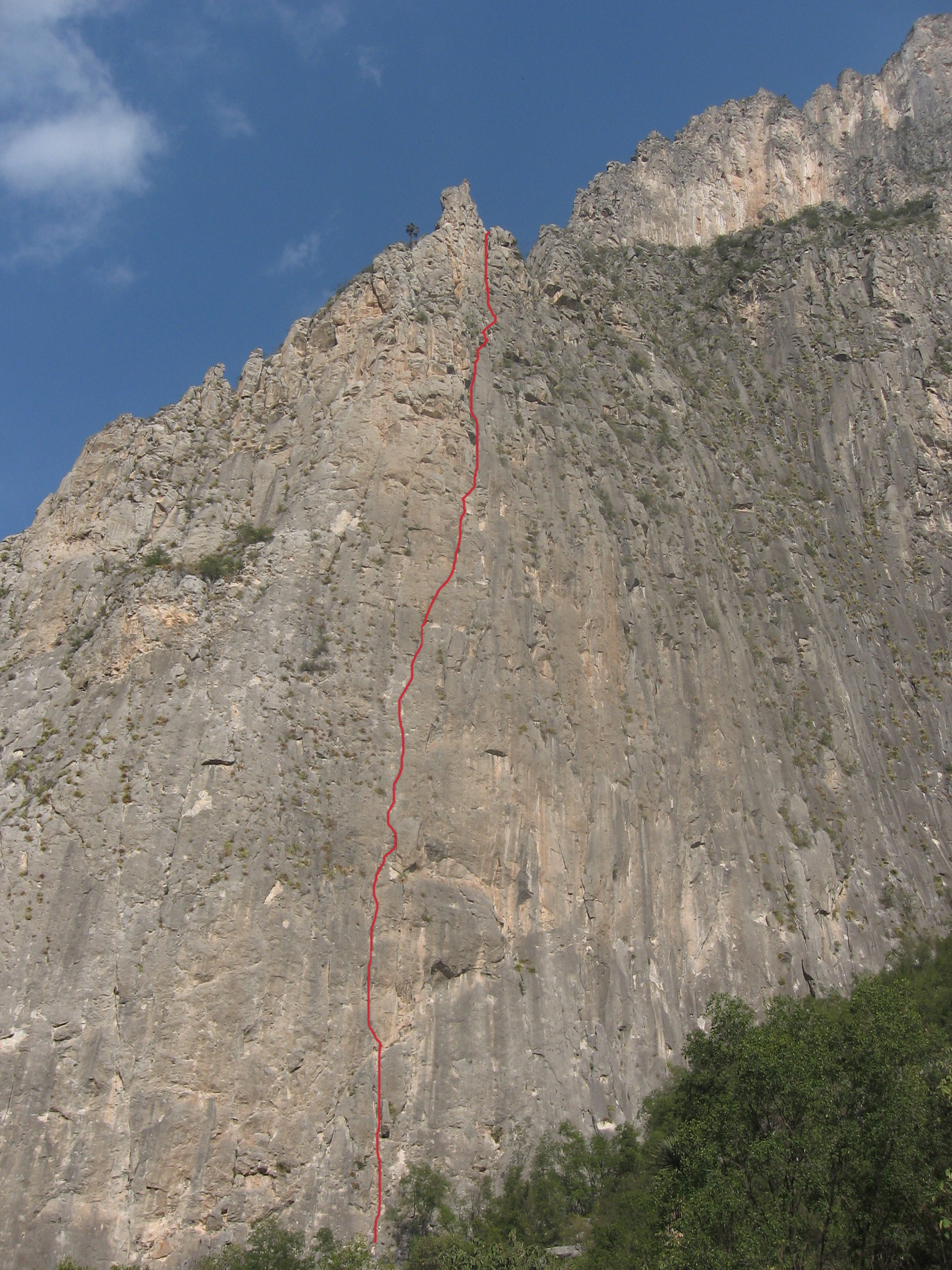
Ruta de escalada “Pancho Villa Rides Again” en Potrero Chico

Además, adentro del Potrero de García se encuentran las elevaciones menores: Cerro La Cobrisa, Cerro El Aire, y Cerro Minas San Juan; y adentro de Potrero Chico se encuentra la Loma La Góngora.

### Escalada
Potrero Chico es un área de escalada en roca de renombre internacional que atrae a escaladores de México y todo el mundo. Hay gran variedad de rutas, ubicadas principalmente en el cañón a la entrada del potrero, la mayoría de las rutas son de dificultad 5.8 a 5.13. En esta área se ubica Timewave Zero, la segunda ruta de escalada deportiva más larga de Norteamérica.

### Carrera de montaña
Se han realizado eventos de Trail Running hacia pico Cuadrado con una distancia total de 17 km.

### Senderismo
Cada año se celebra la caminata “Virgen del Pueblito”, organizada por el club de excursionistas Viatores, Comenzando en Grutas de García y cruzando la sierra hasta llegar a la parroquia de Nuestra Señora del Pueblito en Hidalgo NL. Es considerada como una manda a la virgen; montañistas, ciclistas y religiosos acuden. Al final se celebra una misa para dar gracias de la Virgen.
También hay varios parajes adecuados para acampar, “Mesa de Pinos”, “Mesa de Duendes” y “Tres Flechas”.

### Ciclismo de montaña
El interior de Potrero Chico y Potrero de García tiene brechas y veredas con diversos grados de pendiente con poco tráfico vehicular, hay muchas rutas de diferentes grados de dificultad.

## Actividades económicas
Las actividades económicas significantes que se desarrollan en el ANP son minería, ganadería y turismo.

### Turismo
Cerca de la entrada del cañón en el “Potrero de García" está el complejo recreativo de las Grutas de García, es uno de los atractivos turísticos más visitados de Nuevo León. Al interior de las grutas se encuentran varios salones con diversas formaciones rocosas. El área abierta al público tiene un ancho aproximado de 300 metros y una profundidad de 105 metros; sin embargo, los pasadizos se extienden alrededor de 2 kilómetros. La forma más fácil de llegar a la entrada de las cuevas es tomando un teleférico, también se puede llegar caminando por un sendero empinado.
En la entrada al cañón hacia Potrero Chico, en Hidalgo, está el parque recreativo Potrero Chico, que tiene albercas, palapas, mesas, bancos, asadores, juegos infantiles y camino hacia un mirador, el costo de la entrada es barato. El recreativo atrae visitantes que desgraciadamente provocan problemas como la basura que se observa a orillas del camino o en el arroyo.
Además, se encuentran algunos centros recreativos, alojamientos y casas campestres en el ANP y sus alrededores.

### Minería
Parte significante de la superficie del ANP está concesionada a particulares para el aprovechamiento de recursos minerales.
En Potrero del Cercado, 4 km después de la entrada a Grutas de García se encuentran las instalaciones de REGIO CAL, empresa dedicada a la producción de cal dolomítica para uso en la industria siderúrgica.
Varias empresas incluyendo CEMEX y CATRINSA operan pedreras dedicadas a la extracción de piedra caliza dentro de la ANP, principalmente en la ladera sureste. El impacto se agudiza por el continuo tránsito de vehículos de carga y el uso de explosivos causa una gran cantidad de partículas en suspensión y contaminación acústica.

## Galería

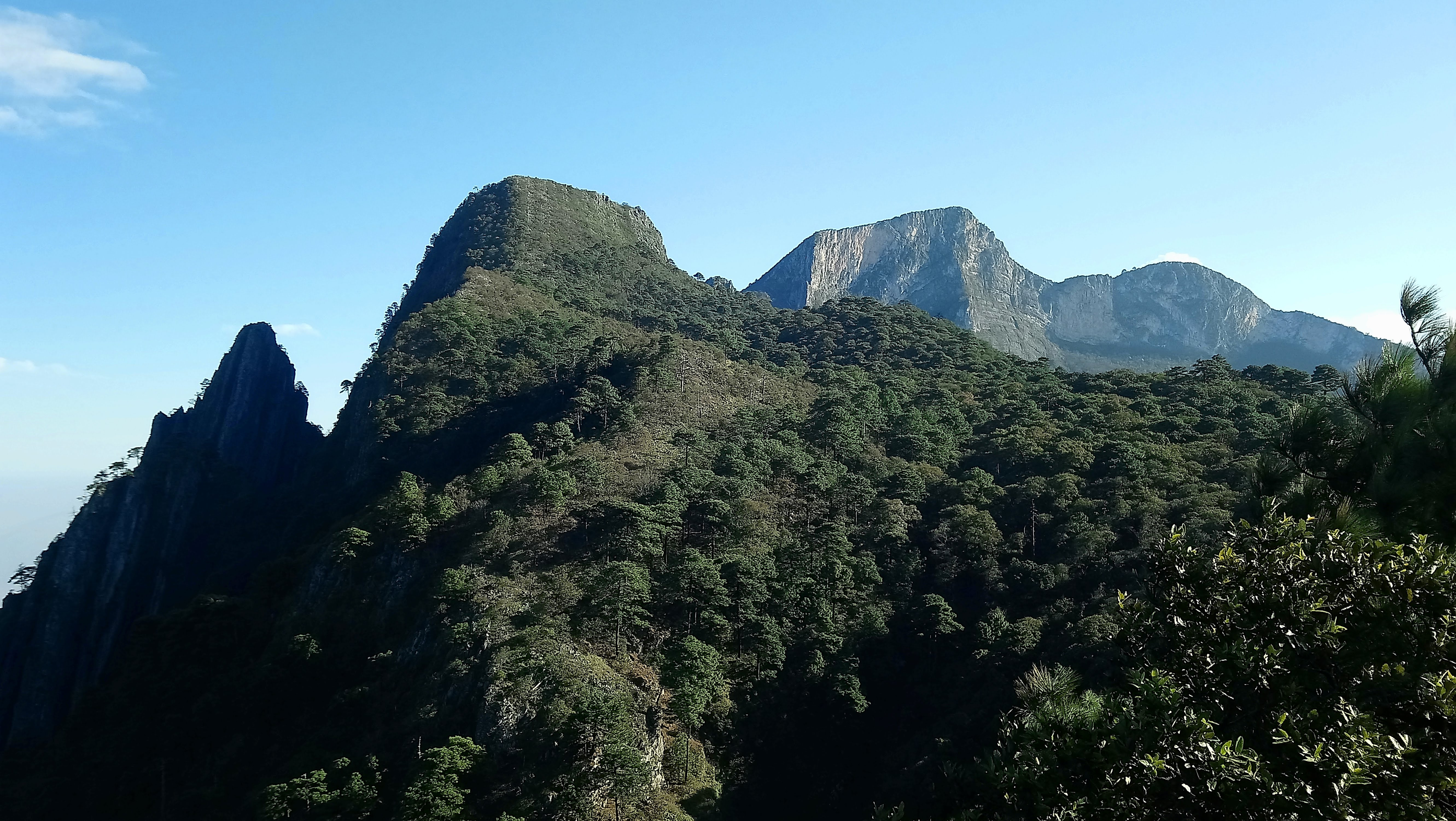
Pico el Cuadrado y Pico San Miguel en García, Nuevo León
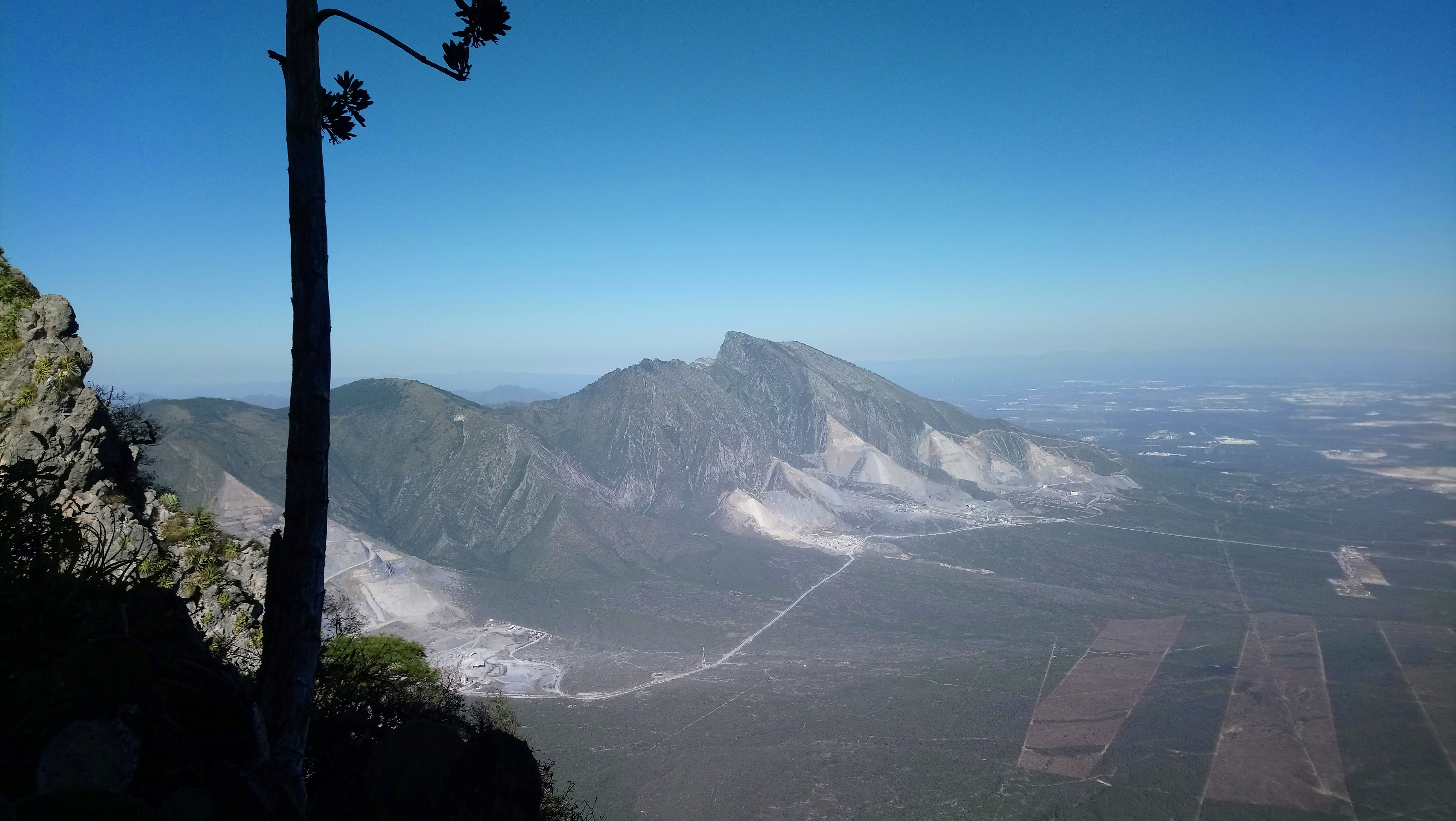
Ladera sur del Pico Zorros vista desde el suroeste, Se observa la actividad de pedreras
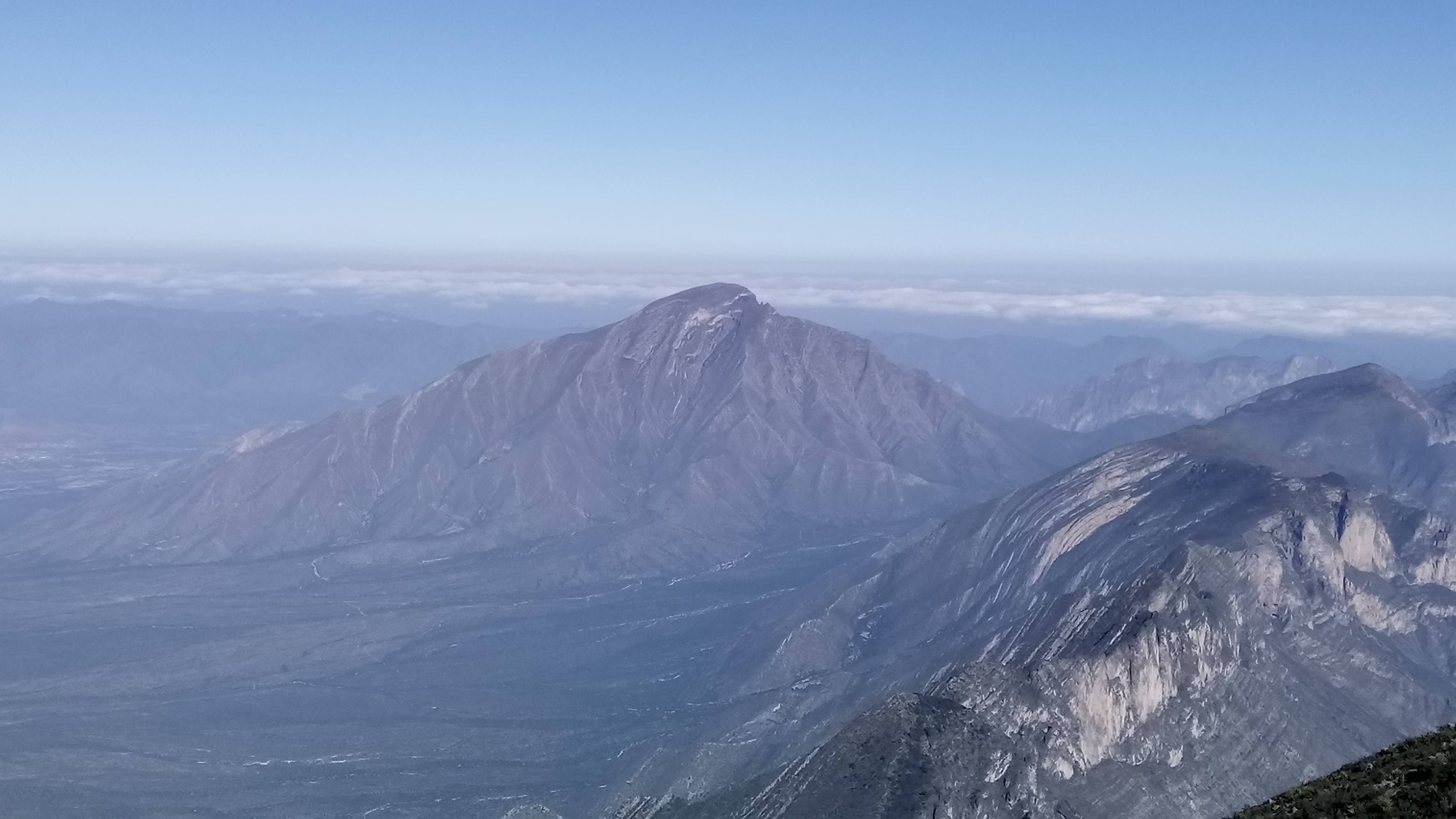
La Palmitosa vista desde el pico cabeza de sapo
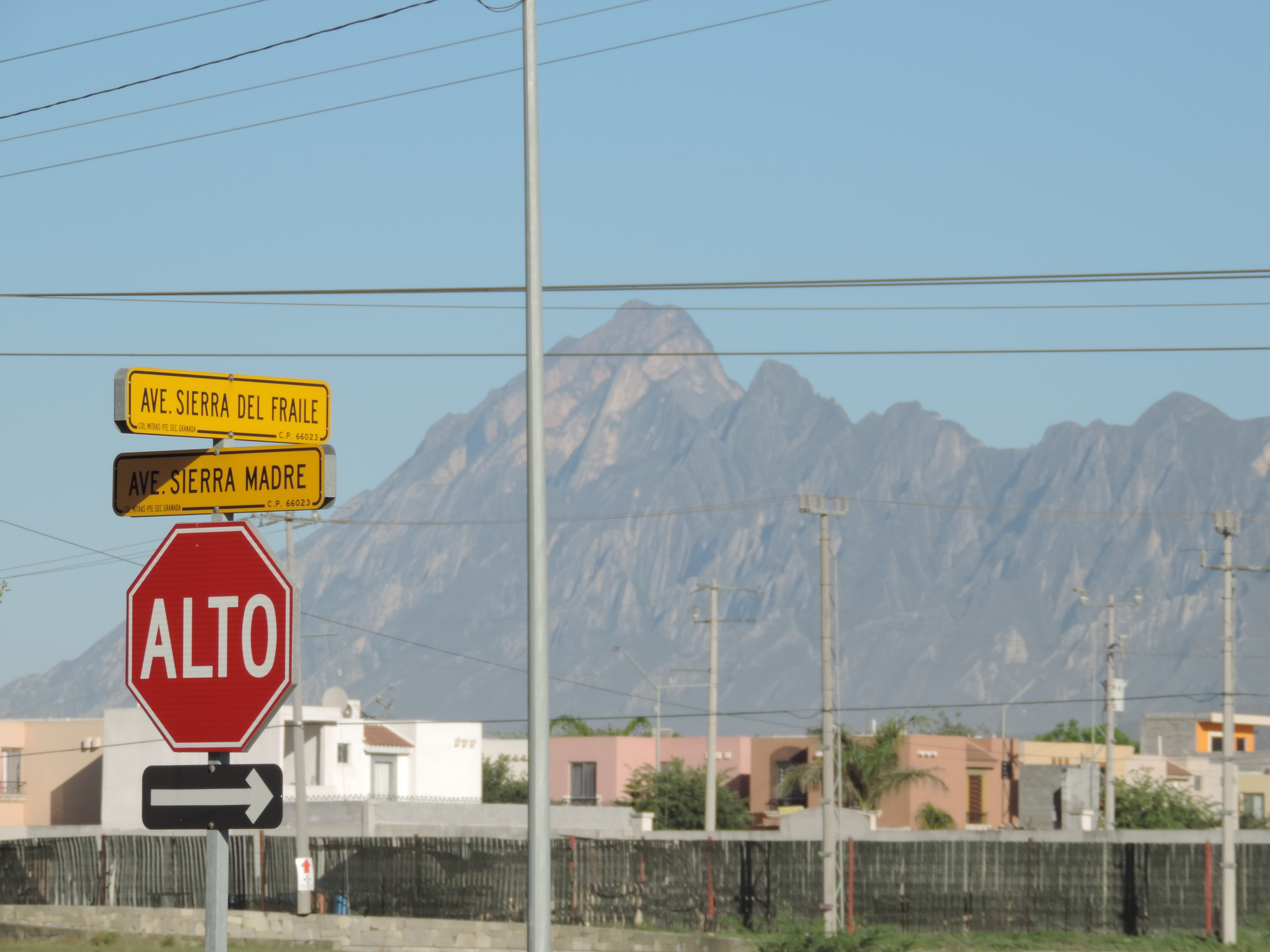
La Sierra del Fraile da nombre a varias calles en la Zona Metropolitana de Monterrey
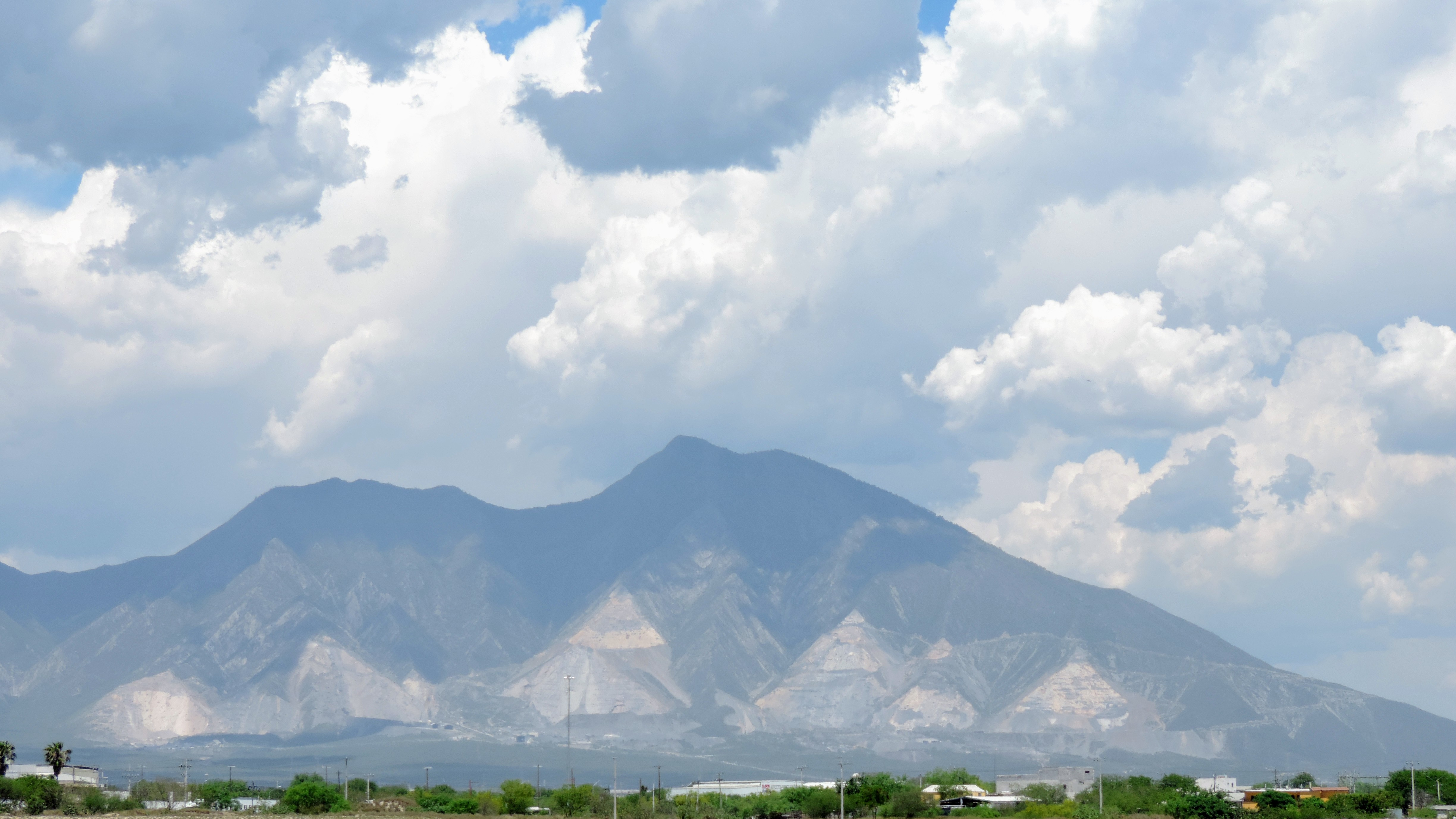
Ladera sur del pico Zorros
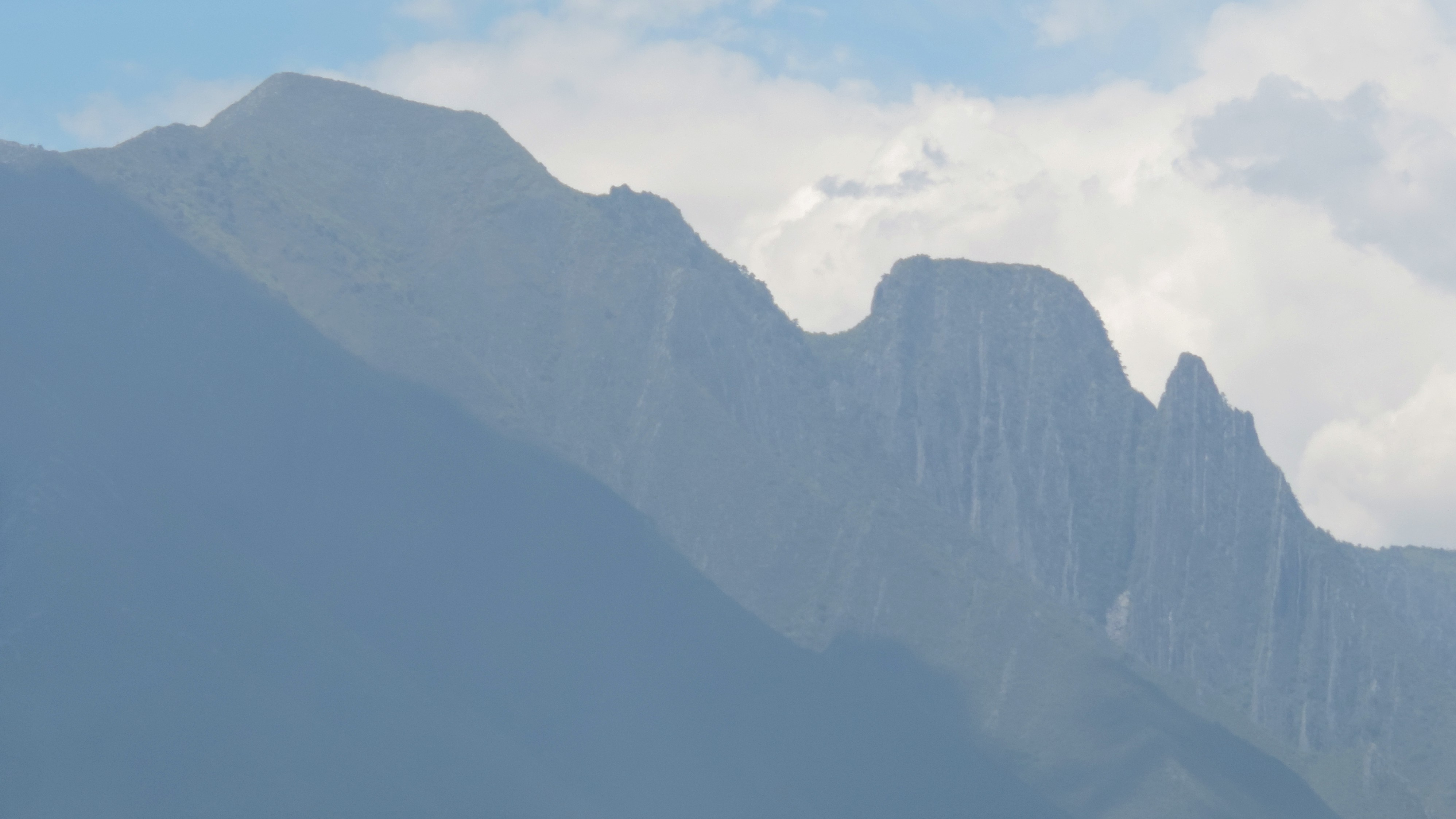
Pico San Miguel y pico el Cuadrado en la Sierra del Fraile
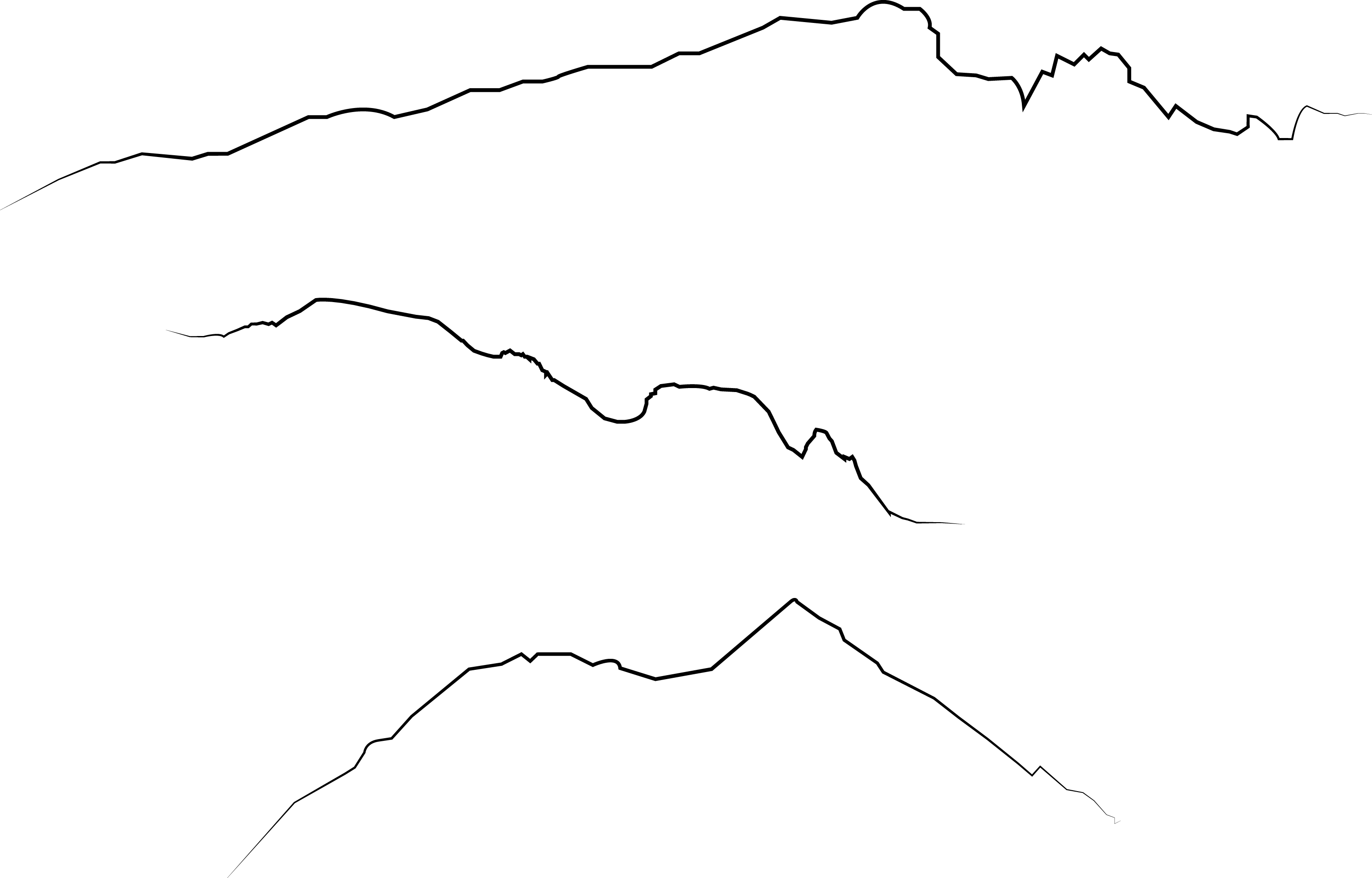
Siluetas de las cumbres mas reconocibles de la Sierra del Fraile (1-Cabeza de sapo  2-El cuadrado y san miguel  3-Los Zorros)